# Vanessa Duriès
Vanessa Duriès (eigentlich Katia Lamara, * 1972; † 13. Dezember 1993) war eine französische Schriftstellerin.
Sie schrieb den Roman „Le lien“, der auf ihren Erfahrungen als submissive Sklavin in der BDSM-Szene basiert. Der Roman verursachte in Frankreich nicht zuletzt wegen der Jugendlichkeit der Autorin unterschiedliche Reaktionen, die von Faszination bis zu Entsetzen reichten. Vanessa Duriès erschien auch in der französischen Ausgabe des Penthouse und im Fernsehen (z. B. in der Sendung Bouillon de culture von Bernard Pivot).
Sie starb bei einem Autounfall südlich von Montélimar am 13. Dezember 1993 im Alter von 21 Jahren zusammen mit dem Schriftstellerehepaar Jean-Pierre Imbrohoris, Nathalie Perreau und deren Sohn. Durch ihren frühen Tod erreichte sie in einigen BDSM-Kreisen in Frankreich einen Kultstatus.
2007 erschien in Frankreich ein bisher unveröffentlichtes fünf Kapitel umfassendes Romanfragment von Vanessa Duriès mit dem Titel „L'étudiante“.

## Romane
- Le Lien, Editions J'ai lu - ISBN 2-290-30700-9
  - Englische Übersetzung: The Ties That Bind, Masquerade Books Inc (1996), ISBN 1-56333-510-7
- L'Étudiante: Suivi par Le Lien, Blanche, 2007, ISBN 2-84628-159-9